# Duanele

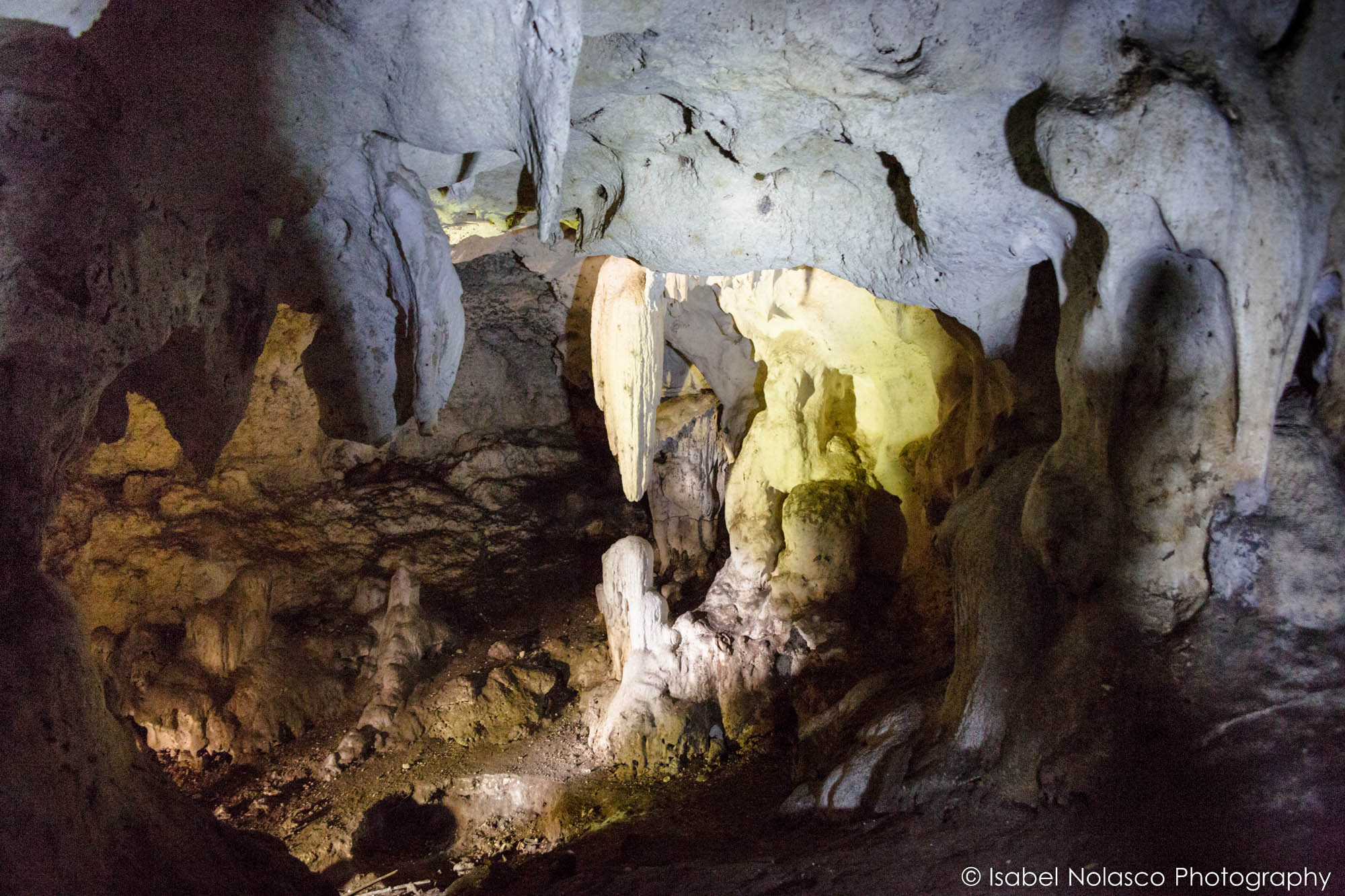
In der Höhle von Duanele

Duanele (auch Balibo-Höhle) ist eine Tropfsteinhöhle in der osttimoresischen Aldeia Amandato (Suco Balibo, Verwaltungsamt Balibo, Gemeinde Bobonaro), im Nordwesten des Landes. Sie ist die größte Höhle der Region und kann mit Führern besichtigt werden. Der Eingang ist eine große Felsspalte.
Duanele befindet sich eine Viertelstunde zu Fuß vom Fort Balibo entfernt. In der indonesischen Besatzungszeit (1975–1999) diente sie immer wieder den Bewohnern Balibos als Zuflucht.